# Lars Mårtensson (militär)
Lars Valdemar Mårtensson, född 18 augusti 1924 i Östra Klagstorps församling i Malmöhus län, död 16 december 2021 i Stora Köpinge distrikt i Skåne län, var en svensk militär.

## Biografi
Mårtensson avlade officersexamen vid Krigsskolan 1950 och utnämndes samma år till fänrik i armén, varefter han befordrades till kapten i fälttygkåren 1960. Han tjänstgjorde 1966–1967 vid Bergslagens artilleriregemente. Han befordrades 1967 till major och blev lärare vid Militärhögskolan samma år. Han befordrades 1969 till överstelöjtnant och tjänstgjorde 1973–1975 vid Sundsvalls luftvärnskår (1974 namnändrad till Sundsvalls luftvärnsregemente). År 1975 befordrades han till överste och var 1975–1979 chef för Sundsvalls luftvärnsregemente samt 1979–1984 chef för Skånska luftvärnsregementet.

## Utmärkelser
- Riddare av Svärdsorden, 6 juni 1968.[4]